# Communauté de communes Bruyères - Vallons des Vosges
La communauté de communes Bruyères - Vallons des Vosges (CCB2V) est une communauté de communes française, située dans le département des Vosges et la région Grand Est.

## Historique
La communauté de communes est née le 1er janvier 2014 de la fusion des communautés de communes de l'Arentèle-Durbion-Padozel, de la Vallée de la Vologne et du Canton de Brouvelieures,.
Les communes voisines d'Aumontzey, Herpelmont ainsi que Jussarupt ont rejoint l'ensemble nouvellement formé à la suite de la dissolution de la communauté de communes des Monts de Vologne.
Désignée au départ communauté de communes Vologne - Durbion, cette intercommunalité est désignée communauté de communes Bruyères - Vallons des Vosges à la suite de la délibération votée en conseil communautaire le 18 janvier 2014.
En 2016-2017, les communes de Padoux, Sercœur et Dompierre quittent à leur demande la communauté de communes Bruyères - Vallons des Vosges et rejoignent la Communauté d'agglomération d'Épinal.
Aumontzey rejoint la communauté de communes de Gérardmer-Monts et Vallées, à la suite de la création de la commune nouvelle de Granges-Aumontzey (Granges-sur-Vologne faisait partie antérieurement de cette dernière communauté de communes). Herpelmont et Jussarupt restent dans la communauté de communes de Bruyères - Vallons des Vosges.
En 2017, les communes de Bois-de-Champ, Mortagne et Les Rouges-Eaux demandent leur retrait de la communauté de communes, pour rejoindre la Communauté d'agglomération de Saint-Dié-des-Vosges. Elles quittent la communauté de communes le 31 décembre 2017.
Le site du Massif vosgien, inscrit au titre de la loi du 2 mai 1930, regroupe 14 Schéma de cohérence territoriale (SCOT) qui ont tout ou partie de leur territoire sur le périmètre du massif des Vosges.

## Territoire communautaire

### Composition
La communauté de communes est composée des 34 communes suivantes :

| Nom                           | Code Insee | Gentilé         | Superficie (km2) | Population (dernière pop. légale) | Densité (hab./km2) |
| ----------------------------- | ---------- | --------------- | ---------------- | --------------------------------- | ------------------ |
| Bruyères (siège)              | 88078      | Bruyérois       | 16,02            | 2 935 (2022)                      | 183                |
| Beauménil                     | 88046      |                 | 3,3              | 132 (2022)                        | 40                 |
| Belmont-sur-Buttant           | 88050      |                 | 8,46             | 297 (2022)                        | 35                 |
| Brouvelieures                 | 88076      | Brouvillois     | 7,36             | 411 (2022)                        | 56                 |
| Champ-le-Duc                  | 88086      |                 | 3,92             | 481 (2022)                        | 123                |
| Charmois-devant-Bruyères      | 88091      |                 | 6,61             | 379 (2022)                        | 57                 |
| Cheniménil                    | 88101      | Chnérants       | 9,28             | 1 227 (2022)                      | 132                |
| Destord                       | 88130      |                 | 5,04             | 238 (2022)                        | 47                 |
| Deycimont                     | 88131      | Deycimontais    | 6,32             | 298 (2022)                        | 47                 |
| Docelles                      | 88135      | Docellois       | 8,74             | 864 (2022)                        | 99                 |
| Domfaing                      | 88145      |                 | 3,9              | 212 (2022)                        | 54                 |
| Faucompierre                  | 88167      | Falconois       | 2,45             | 227 (2022)                        | 93                 |
| Fays                          | 88169      |                 | 4,83             | 219 (2022)                        | 45                 |
| Fiménil                       | 88172      | Fiménilois      | 5,13             | 232 (2022)                        | 45                 |
| Fontenay                      | 88175      |                 | 6,47             | 471 (2022)                        | 73                 |
| Fremifontaine                 | 88184      | Frémifontainois | 9,56             | 421 (2022)                        | 44                 |
| Girecourt-sur-Durbion         | 88203      |                 | 6,92             | 353 (2022)                        | 51                 |
| Grandvillers                  | 88216      | Grandvillois    | 17,46            | 724 (2022)                        | 41                 |
| Gugnécourt                    | 88222      |                 | 5,11             | 228 (2022)                        | 45                 |
| Herpelmont                    | 88240      |                 | 5,58             | 268 (2022)                        | 48                 |
| Jussarupt                     | 88256      |                 | 6,57             | 260 (2022)                        | 40                 |
| Laval-sur-Vologne             | 88261      |                 | 3,58             | 630 (2022)                        | 176                |
| Laveline-devant-Bruyères      | 88262      | Lavelinois      | 3,1              | 578 (2022)                        | 186                |
| Laveline-du-Houx              | 88263      |                 | 8,21             | 207 (2022)                        | 25                 |
| Lépanges-sur-Vologne          | 88266      | Lépangeois      | 7,57             | 838 (2022)                        | 111                |
| Méménil                       | 88297      |                 | 9,15             | 175 (2022)                        | 19                 |
| La Neuveville-devant-Lépanges | 88322      |                 | 8,77             | 502 (2022)                        | 57                 |
| Nonzeville                    | 88331      | Nonzevillois    | 1,62             | 55 (2022)                         | 34                 |
| Pierrepont-sur-l'Arentèle     | 88348      |                 | 6,23             | 143 (2022)                        | 23                 |
| Prey                          | 88359      |                 | 2,13             | 89 (2022)                         | 42                 |
| Le Roulier                    | 88399      |                 | 5,67             | 210 (2022)                        | 37                 |
| Vervezelle                    | 88502      |                 | 1,92             | 117 (2022)                        | 61                 |
| Viménil                       | 88512      | Viménilois      | 8,05             | 235 (2022)                        | 29                 |
| Xamontarupt                   | 88528      | Rupéains        | 5                | 152 (2022)                        | 30                 |

### Démographie
| 1968   | 1975   | 1982   | 1990   | 1999   | 2010   | 2015   | 2021   |
| ------ | ------ | ------ | ------ | ------ | ------ | ------ | ------ |
| 15 130 | 14 990 | 15 121 | 14 933 | 14 929 | 15 449 | 15 446 | 14 937 |

## Administration

### Siège
Le siège de la communauté de communes est situé à Bruyères.

### Les élus
Le conseil communautaire de la communauté de communes se compose de 55 conseillers, élus pour une durée de six ans.
Ils sont répartis comme suit :
| Nombre de conseillers | Communes |
| --------------------- | --- |
| 9                     | Bruyères |
| 3                     | Cheniménil |
| 2                     | Brouvelieures, Champ-le-Duc, Charmois-devant-Bruyères, Docelles, Fontenay, Fremifontaine, Grandvillers, Laval-sur-Vologne, Laveline-devant-Bruyères, Lépanges-sur-Vologne, La Neuveville-devant-Lépanges , |
| 1 (+1 suppléant)      | les 21 autres communes |

### Présidence
| Période       | Période       | Identité           | Étiquette | Qualité                                     |
| ------------- | ------------- | ------------------ | --------- | ------------------------------------------- |
| janvier 2014  | 25 avril 2014 | André Claudel      |           | Maire de Lépanges-sur-Vologne (1981 → 2014) |
| 25 avril 2014 | juillet 2020  | Yves Bastien       |           | Maire de Fays (2008 → 2020)                 |
| juillet 2020  | En cours      | Virginie Grémillet |           | Maire de Lépanges-sur-Vologne (2014 → )     |

### Régime fiscal et budget
Le régime fiscal de la communauté de communes est la fiscalité professionnelle unique (FPU).

## Projets et réalisations
La communauté de communes Bruyères-Vallons des Vosges a initié de multiples actions  en faveur du vivant : restauration des cours d'eau de la Vologne et du Dourbion à partir de 2016, Crapaudrome de Dracourt pour sauver les amphibiens en les aidant à franchir une route, restauration des continuités écologiques, inventaires des zones humides, des mares et des haies, atlas de la biodiversité. Les élèves de BTS lycée Jean Lurçat de Bruyère et de  l'école primaire sont impliqués dans la démarche par la fourniture de repas d'origine bio ou locaux, un classe de seconde estampillée « Développement durable ». Pour 1 000 Euros la  communauté de communes a créé la mare de Destord qui a permis à 4 espèces d'amphibiens et à des insectes de s'installer. Un itinéraire de randonnée avec des panneaux informatifs, des chasses aux trésors et un escape game ont été mis en place. L'Office Français de la Biodiversité a décerné à la communauté de communes le titre de « capitale française de la biodiversité ». 